# ولری لندزبرگ
ولری لندزبرگ (انگلیسی: Valerie Landsburg؛ زادهٔ ۱۲ اوت ۱۹۵۸) یک فیلم‌نامه‌نویس، بازیگر سینما، خواننده، هنرپیشه، و کارگردان اهل ایالات متحده آمریکا است. وی از سال ۱۹۷۸ میلادی تا کنون مشغول فعالیت بوده‌است.